# تلفاز (جهاز)
جهاز التلفاز أو المستقبل التلفازي، هو جهاز يشمل مجموعة من المكونات منها جهاز توليف، شاشة عرض ومكبرات صوت تعمل سوية لأجل نقل الصورة والصوت عبر الأقمار الصناعية أو الكيبل أو يمكن استخدامه كشاشة لأجهزة الحاسوب.
ظهر لأول مرة في اواخر العشرينيات من القرن العشرين بصيغته الميكانيكية، وبدأ بالإنتشار الواسع بعد الحرب العالمية الثانية بالصيغة الألكترونية باستخدام تقنية انابيب الأشعة الكاثودية (CRT). وبإضافة الألوان إلى البث التلفزيوني بعد عام 1953 اسهم في زيادة شعبية اجهزة التلفاز في الستينيات واصبحت الهوائيات الخارجية سمة من سمات المنازل في ضواحي المدن، كما أصبح التلفاز شاشة العرض الرئيسية لأوائل اجهزة عرض التسجيلات الفيديوية في سبعينات القرن العشرين كأجهزة (Betamax) واجهزة الفيديو كاسيت (VHS) ولاحقاً اجهزة (DVD). كما تم استخدامه كشاشة عرض للحواسيب المنزلية في جيلها الأول (Timex Sinclair 1000)  و اجهزة الألعاب المتخصصة مثل (Atari) في الثمانينات.
في بدايات العقد الثاني من القرن الحادي والعشرين تطورت اجهزة التلفاز لتشمل تقنية شاشات الكريستالات السائلة (LCD) و(LED Backlit LCD) وقد استخدمت هذه التقنيات لإستبدال انابيب الاشعة الكاثودية والتقنيات العرض الأخرى.[بحاجة لمصدر]
أجهزة التلفاز المسطحة الحديثة لهل القدرة بصورة عامة على عرض الوسائط بدقة عالية (720p – 1080i – 1080p – 4k) إضافة إلى امكانية تشغيل المحتويات من اجهزة (USB) مباشرة.

## التلفاز المبكر
تم تداول اجهزة التلفاز الميكانية تجارياً من عام 1928 إلى عام 1934 في المملكة المتحدة، فرنسا،[بحاجة لمصدر] الولايات المتحدة الأمريكية والاتحاد السوفيتي.[بحاجة لمصدر]
من اوائل اجهزة التلفاز التي بيعت كانت تتكون من انبوب من النيون خلف قرص يدور ميكانيكياً يحتوي على فتحات مرتبة بشكل حلزوني تكوّن صورة بحجم الطالبع البريدي ثم تكبر لضعف ذلك الحجم بواسطة عدسة مكبرة.
في عام 1926 قام (كينجيرو تاكاياناكي) (KenjiroTakayanagi) بإظهار أول تلفاز يوضف تقنية الأشعة الكاثودية (CRT) في اليابان، حيث كان أول نموذج لاجهزة التلفاز الألكترونية كلياً ولكن توقف العمل على إنتاج هذا الجهاز بعد خسارة اليابان للحرب العالمية الثانية.

## تلفاز الترانزيستور
اجهزة التلفاز البدائية كانت ضخمة لكثرة الأنابيب المفرغة المستخدمة فيها،[بحاجة لمصدر] بعد تصنيع الترانزيستور لأول مرة حيث تم إنتاج أول تلفاز عام 1959 [بحاجة لمصدر] وأطلق عام 1960،[بحاجة لمصدر][بحاجة لمصدر] ولكن يعد أول تلفاز ترانزيستور بالكامل أطلق عام 1967 وبحلول نهاية الستينات وبداية السبعينات أصبح التلفاز الملون واسع الانتشاري.

## أجهزة (LCD)
بناءً على العمل الذي قام به المهندس محمد عطا الله وزميله داوون كاهنج في تطوير ترانزيستورات من نوع (MOSFET)، [بحاجة لمصدر] قام المهندس (باول وايمير) بتطوير الترانزيستور ذو الطبقة الرقيقة (T-F-T) عام 1962 [بحاجة لمصدر] والتي تعتبر الاساس بتطوير شاشات (LCD) عام 1968، وفي عام 1973 تم تطوير أول شاشة من نوع (TFT LCD) تلاها تطوير شاشات من نوع (AM LCD) عام 1982 في اليابان.[بحاجة لمصدر]

## احجام التلفاز
يعتبر الجهاز الذي صممه (Clive Sinclair) في جامعة كايمبردج عام 1967 من اصغر اجهزة التلفاز في حينها حيث يمكن حمله في راحة اليد لكنه لم يشهد نجاحاً تجارياً بسبب تعقيد تصميمه، كما يعتبر جهاز التلفاز الذي انتجته شركة (Samsung) عام2019 من أكبر الاجهزة بحجم يبلغ (292)بوصة.[بحاجة لمصدر]

## شاشات العرض
يعتمد التلفاز على مجموعة من تقنيات العرض، في عام 2019 تعتبر تقنية (LCD) هي التقنية المسيطرة ولكن تقنية (OLED) اخذت بالانتشار لإنخفاض تكاليف انتاجها في الآونة الأخيرة.[بحاجة لمصدر]
هناك اربع تقنيات رئيسية متنافسة في للعرض في اجهزة التلفاز وهي:
• CRT
• LCD وتشمل (QLED, LED TN, LCD IPS, LCD PLS, LCD VA) وغيرها.
• OLED
• البلازما

### CRT
انبوب الاشعة الكاثودية يتكون من مصدر للأليكترونات وشاشة من الفلوريسنت حيث يتم توجيه الاليكترونات إلى الشاشة وتنعكس عنها مكونة الصورة آلة التظهر للمشاهد، وتستخدم هذه الشاشات في اجهزة التلفاز والرادار وشاشات الحواسيب وتتكون من انبوبة زجاجية ذات عمق كبير نسبياً وقمع خلفي مكون من الزجاج المرصص.[بحاجة لمصدر]

### LCD
تستخدم هذا التقنية الكريسالات السائلة بين غشائين رقيقين تحفز كهربائياً لتغيير زاوية الكريستالات مما يغير اللون المنعكس عنها لتكوين الصورة.

### OLED
تقنية OLED تستخدم الضيائية الكهربائية بين غشائين عضويين لإصدار الضوء وسعمل الاغشية على إصدار الالوان المختلفة لتكوين الصورة.

### البلازما
تستخدم هذه التقنية خلايا صغيرة تحتوي على الغاز المؤين لتكوين الصورة وتستخدم في الشاشات التي يزيد حجمها على (30) بوصة (76 سم

## أكبر منتجي أجهزة التلفاز
في ما يلي نسب الحصص السوقية لأهم المنتجين العالمين (الثلاثي الأول 2012):
- Samsung (كوريا الجنوبية): 20 %
- إل جي إلكترونيكس (كوريا الجنوبية): 13 %
- سوني (اليابان): 9 %
- باناسونيك (اليابان): 7 %
- توشيبا (اليابان): 7 %
- Sharp (اليابان): 6 %
- TCL (الصين): 4 %
- فيليبس: 4 %
- غيرهم: 30 %

الجدول التالي يعرض إحصائيات حول إنتاج أجهزة تلفاز بشاشة LCD
| الترتيب | المنتج           | المنتج                  | الحصة (%) | المقر الرئيسي            |
| ------- | ---------------- | ----------------------- | --------- | ------------------------ |
| 1       | كوريا الجنوبية   | سامسونج                 | 20.2      | سول، كوريا الجنوبية      |
| 2       | كوريا الجنوبية   | إل جي إلكترونيكس        | 12.1      | سول، كوريا الجنوبية      |
| 3       | الصين            | TCL                     | 9         | هويزو، الصين             |
| 4       | الصين            | هايسنس                  | 6.1       | تشينغداو، الصين          |
| 5       | اليابان          | سوني                    | 5.6       | Minato، اليابان          |
| 6       | الصين            | سكاي وورث               | 3.8       | شنجن (الصين)، الصين      |
| 7       | هونغ كونغ        | TPV Technology (فيليبس) | 4.1       | هونغ كونغ، الصين         |
| 8       | الولايات المتحدة | Vizio                   | 3.7       | Irvine، الولايات المتحدة |
| 9       | الصين            | هاير                    | 3         | تشينغداو، الصين          |
| 10      | الصين            | Changhong               | 3.2       | ميانيانغ، الصين          |
| 11      |                  | غيرهم                   | 27.2      |                          |